# Copiapoa
Copiapoa  este un gen de cactus nativ a coastei deșertice din nordul statului Chile. Cuprinde 26 de specii. Aceste specii variază ca formă ( sferică sau cu o ușoară formă de columnă) culoarea este maron sau verde-albastruie.

## Specii
- Copiapoa ahremephiana Taylor & Charles
- Copiapoa calderana F.Ritter
- Copiapoa cinerascens Britton & Rose
- Copiapoa cinerea Britton & Rose
- Copiapoa coquimbana Britton & Rose
- Copiapoa dealbata F.Ritter
- Copiapoa decorticans Taylor & Charles
- Copiapoa desertorum F.Ritter
- Copiapoa echinoides Britton & Rose
- Copiapoa esmeraldana F.Ritter
- Copiapoa fiedleriana Backeberg
- Copiapoa grandiflora F.Ritter
- Copiapoa humilis Hutchison
- Copiapoa hypogaea F.Ritter
- Copiapoa krainziana F.Ritter
- Copiapoa longistaminea F.Ritter
- Copiapoa marginata Britton & Rose
- Copiapoa megarhiza Britton & Rose
- Copiapoa montana F.Ritter
- Copiapoa serpentisulcata F.Ritter
- Copiapoa solaris F.Ritter

## Sinonime
- Pilocopiapoa F.Ritter
- Blossfeldia